# Place Antonin-Gourju
La place Antonin-Gourju est une place du quartier de Bellecour située sur la presqu'île dans le 2e arrondissement de Lyon, en France.

## Situation et accès
La place Antonin-Gourju se trouve au bout du quai des Célestins, au niveau du pont Bonaparte et presque en face de la rue du Plat. Les rues Colonel-Chambonnet et des Templiers commencent sur la place.
En suivant le sens de circulation du quai des Célestins, on trouve d'abord une station Vélo'vet un horodateur pour les véhicules qui stationnent des deux côtés de la place. Vient ensuite un rectangle de pelouse avec des arbres protégé par une barrière. Enfin deux bancs, une colonne Morris et un silo à verre.[pertinence contestée]

## Origine du nom
La place doit son nom à Antoine Pierre Gourju dit Antonin Gourju (1847-1926) homme politique lyonnais et sénateur du Rhône. 

## Histoire
En bas du pont de bois de Saint-Jean, se trouvait le port de Rontalon. Il est renommé Port-du-Roi lorsque Henri III embarque à cet endroit pour traverser la Saône. Le port et la place sont agrandis en 1817 et 1818 en gardant le même nom. La place prend son nom actuel en 1930.